# Каннський кінофестиваль 2009
62-й Каннський міжнародний кінофестиваль відбувся з 13 по 24 травня 2009 року у Каннах, Франція. Французька акторка Ізабель Юппер очолила міжнародне журі основної конкурсної програми фестивалю.«Золоту пальмову гілку» отримав фільм «Біла стрічка» режисера Міхаеля Ганеке.
У конкурсі було представлено 20 повнометражних фільмів та 9 короткометражок. У програмі «Особливий погляд» взяли участь 19 кінострічок; поза конкурсом було показано. Фестиваль вперше було відкрито показом американської 3D-анімаційної стрічки «Вперед і вгору» режисерів Піта Доктера та Боба Пітерсона. Фільмом закриття фестивалю було обрано «Коко Шанель та Ігор Стравінський» французького режисера Яна Кунена.

## Журі

### Головний конкурс
Голова: Ізабель Юппер, акторка,  Франція
- Азія Ардженто, акторка і режисер,  Італія
- Джеймс Грей, режисер,  США
- Ханіф Курейші, письменник і сценарист,  Велика Британія
- Лі Чхан Дон, режисер і сценарист,  Південна Корея
- Робін Райт Пенн, акторка,  США
- Нурі Більге Джейлан, режисер і оператор,  Туреччина
- Шу Ци, акторка,  Тайвань

### Сінефондасьйон та конкурс короткометражних фільмів
Голова: Джон Бурман, режисер,  Велика Британія
- Бертран Бонелло, режисер,  Франція
- Ферід Бугедір, режисер,  Туніс
- Леонор Сілвейра, актриса,  Португалія
- Чжан Цзиї, акторка,  КНР

| Голова: Паоло Соррентіно, режисер, Італія - Жулі Гайє, акторка та продюсер, Франція - Пірс Гендлінг, директор МКФ у Торонто, Канада - Ума Да Чунья, журналістка, Італія - Маріт Капла, директор кінофестивалю в Гетеборзі, Швеція | Голова: Рошді Зем, актор, Франція - Діана Баратьє, оператор, Франція - Олів'є К'явасса, Федерація технічної промисловості, Франція - Сандрін Рай, режисер, Франція - Шарль Тессон, критик, Франція - Едуар Вайнтроп, фестиваль у Фрайбурзі, Швейцарія |

## Фільми-учасники конкурсної програми
★Переможців виділено окремим кольором.
Повнометражні фільми
| Фільм                 | Назва мовою оригіналу                            | Режисер           | Країна          |
| --------------------- | ------------------------------------------------ | ----------------- | --------------- |
| Акваріум              | Fish Tank                                        | Андреа Арнольд    | Велика Британія |
| Антихрист             | Antichrist                                       | Ларс фон Трієр    | Данія           |
| ★ Біла стрічка        | Das weiße Band                                   | Міхаель Ганеке    | США             |
| Безславні виродки     | Inglourious Basterds                             | Квентін Тарантіно | США             |
| Бур'яни               | Les herbes folles                                | Ален Рене         | Франція         |
| Весняна лихоманка     | 春风沉醉的晚上 / Chūn fēng chén zuì de wǎn shàng | Є Лоу             | КНР             |
| Взяття Вудстока       | Taking Woodstock                                 | Енг Лі            | США             |
| Відплата              | 復仇                                             | Джонні То         | Гонконг         |
| Вхід у порожнечу      | Soudain le vide                                  | Гаспар Ное        | Франція         |
| Забій                 | Kinatay                                          | Брільянте Мендоса | Філіппіни       |
| Карта звуків Токіо    | Mapa de los sonidos de Tokyo                     | Ісабель Койшет    | Іспанія         |
| На початку            | À l'origine                                      | Ксав'є Джаноллі   | Франція         |
| Обличчя               | Visage                                           | Цай Мінлян        | Тайвань         |
| Перемагати            | Vincere                                          | Марко Беллоккьо   | Італія          |
| Пророк                | Un prophète                                      | Жак Одіар         | Франція         |
| Розірвані обійми      | Los abrazos rotos                                | Педро Альмодовар  | Іспанія         |
| Спрага                | 박쥐 / Bakjwi                                    | Пак Чхан Ук       | Південна Корея  |
| У пошуках Еріка       | Looking for Eric                                 | Кен Лоуч          | Велика Британія |
| Час, який залишається | الزمن الباقي                                     | Елія Сулейман     | Палестина       |
| Яскрава зірка         | Bright Star                                      | Джейн Кемпіон     | Нова Зеландія   |

## Особливий погляд
| Фільм                            | Назва мовою оригіналу            | Режисер                                                          | Країна                    |
| -------------------------------- | -------------------------------- | ---------------------------------------------------------------- | ------------------------- |
| Батько моїх дітей                | Le père de mes enfants           | Міа Гансен-Льов                                                  | Франція Німеччина Бельгія |
| Біле світло                      | Wit Licht                        | Жан ван Де Вельде                                                | Нідерланди                |
| Дрейф                            | À Deriva                         | Ейтор Далія                                                      | Бразилія                  |
| З широко розплющеними очима      | עיניים פקוחות                    | Хаїм Табакман                                                    | Ізраїль                   |
| Завтра на світанку               | Demain dès l'aube                | Дені Деркур                                                      | Франція                   |
| ★ Ікло                           | Κυνόδοντας                       | Йоргос Лантімос                                                  | Греція                    |
| Ірен                             | Irene                            | Ален Кавальє                                                     | Франція                   |
| Казка про темряву                | Сказка про темноту               | Микола Хомерікі                                                  | Росія                     |
| Казки золотого століття          | Amintiri din epoca de aur        | Крістіан Муджіу, Ханно Хофер, Костянтин Попеску та Йоана Юрікару | Румунія                   |
| Мати                             | 마더 / Madeo                     | Пон Чжун Хо                                                      | Південна Корея            |
| Надувна лялька                   | 空気人形 / Kūki Ningyō           | Хірокадзу Корееда                                                | Японія                    |
| Незалежність                     | Independencia                    | Райя Мартін                                                      | Філіппіни                 |
| Німфа                            | Nang Mai                         | Пен-Ек Ратанаруанг                                               | Таїланд                   |
| Ніхто не знає про перських котів | کسی از گربه های ایرانی خبر نداره | Бахман Гобаді                                                    | Іран                      |
| Подорожі вітру                   | Los viajes del viento            | Сіро Герра                                                       | Колумбія                  |
| Поліцейський — це прикметник     | Poliţist, Adjectiv               | Корнеліу Порумбою                                                | Румунія                   |
| Померти, як чоловік              | Morrer Como Um Homem             | Жуан Педру Родрігіш                                              | Португалія                |
| Самсон і Даліла                  | Samson and Delilah               | Ворік Торнтон                                                    | Австралія                 |
| Скарб                            | Precious                         | Лі Деніелс                                                       | США                       |
| Цар                              | Царь                             | Павло Лунгін                                                     | Росія                     |

Короткометражні фільми
| Фільм                       | Назва мовою оригіналу    | Режисер                        | Країна          |
| --------------------------- | ------------------------ | ------------------------------ | --------------- |
| ★ Арена                     |                          | Жуан Салавіза                  | Португалія      |
| До побачення, мамо          | Ciao mama                | Горан Одворчич                 | Хорватія        |
| Ларс і Пітер                | Lars og Peter            | Деніел Боргман                 | Данія           |
| Людина у блакитному Гордіні | L'Homme À la Gordini     | Жан-Крістоф Лі                 | Франція         |
| Людина за 6,5 доларів       | The Six Dollar Fifty Man | Марк Альбістон, Луїс Сазерленд | Нова Зеландія   |
| Післязавтра                 | After Tomorrow           | Емма Салліван                  | Велика Британія |
| Покинуті                    | Missen                   | Хоакім де Фріз                 | Нідерланди      |
| Тиша                        | Klusums                  | Лайла Пакалниня                | Латвія          |
|                             | Rumbo a Peor             | Алекс Брендемюль               | Іспанія         |

## Фільми позаконкурсної програми
| Фільм                           | Назва мовою оригіналу               | Режисер(и)                 | Країна                                     |
| ------------------------------- | ----------------------------------- | -------------------------- | ------------------------------------------ |
| Агора                           | Agora                               | Алехандро Аменабар         | Іспанія                                    |
| Армія злочинців                 | L'armée du crime                    | Робер Гедігян              | Франція                                    |
| Вгору                           | Up                                  | Піт Доктер та Боб Петерсон | США                                        |
| Затягни мене до пекла           | Drag Me to Hell                     | Сем Реймі США              |                                            |
| Імаджинаріум доктора Парнаса    | The Imaginarium of Doctor Parnassus | Террі Гілліам              | США                                        |
| Коко Шанель і Ігор Стравінський | Coco Chanel & Igor Stravinsky       | Ян Кунен                   | Нідерланди                                 |
| Не озирайся                     | Ne te retourne pas                  | Марина де Ван              | Франція                                    |
| Паніка в селі                   | Panique au village                  | Стефані Об'є, Венсан Патар | Франція Бельгія Люксембург Велика Британія |

## Спеціальні покази
| Фільм                                    | Назва мовою оригіналу                            | Режисер(и)                 | Країна         |
| ---------------------------------------- | ------------------------------------------------ | -------------------------- | -------------- |
| Прах і кров                              | Cendres et sang                                  | Фанні Ардан                | Франція        |
| Яффа                                     | כלת הים / Kalat Hayam                            | Керен Едайя                | Ізраїль        |
| Скабка в серці (док.)                    | L'épine dans le coeur                            | Мішель Гондрі              | Франція        |
| Маніла                                   | Manila                                           | Адольфо Алікс, Райя Мартін | Філіппіни      |
| Скажи мені, хто ти                       | Min Ye                                           | Сулейман Сіссе             | Малі           |
| Мій сусід, мій убивця                    | Mon voisin, mon tueur                            | Анн Агійон                 | Франція        |
| У мене                                   | No Meu Lugar                                     | Едуардо Валенте            | Бразилія       |
| Петиція                                  | Petition                                         | Чжао Лян                   | КНР            |
| Груповий портрет з дітьми та мотоциклами | Portrait de Groupe Avec Enfants et Motocyclettes | П'єр-Вільям Гленн          | Франція        |
| Абсолютно нове життя                     | 여행자 / Yeo-haeng-ja                            | Оуні Леком                 | Південна Корея |

## Класика Канн
| Фільм                                              | Назва мовою оригіналу                                      | Режисер(и)                                                                                  | Країна          |
| -------------------------------------------------- | ---------------------------------------------------------- | ------------------------------------------------------------------------------------------- | --------------- |
| Безтямний П'єро (1965)                             | Pierrot le fou                                             | Жан-Люк Годар                                                                               | Франція         |
| Бог не вірить в нас більше (1982)                  | An uns glaubt Gott nicht mehr                              | Аксель Корті                                                                                | США Німеччина   |
| Далеко від В'єтнаму (1967)                         | Loin du Vietnam                                            | Кріс Маркер, Йоріс Івенс, Клод Лелуш, Жан-Люк Годар, Вільям Клейн, Аньєс Варда та Ален Рене | Франція         |
| Двоє з хвилі (2009)                                | Deux de la Vague                                           | Еммануель Лоран                                                                             | Франція         |
| Жертва (1961)                                      | Victim                                                     | Безіл Дірден                                                                                | Велика Британія |
| За жменю динаміту (1971)                           | Giù la testa                                               | Серджо Леоне                                                                                | Італія          |
| Зображення з полароїда (2009)                      | Bilder från lekstugan                                      | Стіг Бйоркман                                                                               | Швеція          |
| Канікули пана Юло (1953)                           | Les vacances de Monsieur Hulot                             | Жак Таті                                                                                    | Франція         |
| Моллі Магуайрс (1970)                              | The Molly Maguires                                         | Мартін Рітт                                                                                 | США             |
| Небезпечне пробудження (1971)                      | Wake in Fright                                             | Тед Котчефф                                                                                 | Австралія       |
| Нещасний випадок (1967)                            | Accident                                                   | Джозеф Лоузі                                                                                | Велика Британія |
| Очі без обличчя (1960)                             | Les yeux sans visage                                       | Жорж Франжю                                                                                 | Франція         |
| Пані та панове (1966)                              | Signore & signori                                          | П'єтро Джермі                                                                               | Італія          |
| Пекло Анрі-Жоржа Клузо (2009, док.)                | Henri-Georges Clouzot's Inferno                            | Серж Бромбьер та Руксандра Мендреа                                                          | Франція         |
| П'єтро Джермі. Хороший, красивий і жахливий (2009) | Pietro Germi — Il bravo, il bello, il cattivo              | Клаудіо Бонді                                                                               | Італія          |
| Покоївка (1960)                                    | 하녀 / Hanyeo                                              | Кім Кі Йон                                                                                  | Південна Корея  |
| Пригода (1960)                                     | L'Avventura                                                | Мікеланджело Антоніоні                                                                      | Франція Італія  |
| Таємниця племені Харабат (1969)                    | المومياء / Al-Mummia                                       | Шаді Абдель Салам                                                                           | Єгипет          |
| Хвиля (1936)                                       | Redes                                                      | Еміліо Гомес Мюрієль та Фред Циннеманн                                                      | Мексика         |
| Червоні черевички (1948)                           | The Red Shoes                                              | Майкл Павелл та Емеріх Прессбургер                                                          | Велика Британія |
| Чотириста ударів (1959)                            | Les quatre cents coups                                     | Франсуа Трюффо                                                                              | Франція         |
| Яскравий літній день (1991)                        | 牯嶺街少年殺人事件 /Gu ling jie shao nian sha ren shi jian | Едвард Ян                                                                                   | Тайвань         |

## Сінефондасьйон
| Фільм           | Назва мовою оригіналу     | Режисер(и)         | Країна          |
| --------------- | ------------------------- | ------------------ | --------------- |
| № 1             | #1                        | Наомір Кастера     | Бельгія         |
| Боксер          | El boxeador               | Хуан Ігнасіо Поллі | Аргентина       |
| Диплом          | Diploma                   | Яель Каям          | Ізраїль         |
| До побачення    | Goodbye                   | Фенг Сонг          | КНР             |
| Жолоб           | Gutter                    | Ден Ренсон Дей     | США             |
| Кася            | Kasia                     | Елізабет Лладо     | Бельгія         |
| Натураліст      | Il Naturalista            | Джулія Барбера     | Італія          |
| Невдача         | Le Contretemps            | Домінік Бомард     | Франція         |
| Ні кроку з дому | 남매의 집 / Nammae Ui Jip | Чо Сон-хі          | Південна Корея  |
| Перетнути       | Traverser                 | Г'юго Фрассетто    | Франція         |
| По милості Бога | By the Grace of God       | Раліца Петрова     | Велика Британія |
| Подружжя        | Malzonkowie               | Дара Ван Дусен     | Польща          |
| Ріг             | 뿔 / Bbul                 | Ім Кунг-донг       | Південна Корея  |
| Сильфіди        | Sylfidden                 | Дорте Бенгтсон     | Данія           |
| Сігал           | Segal                     | Юваль Шані         | Ізраїль         |
| ★ Стара         | Bába                      | Зузана Кіршнерова  | Чехія           |
| Чапа            | Chapa                     | Тьяго Рікарте      | Бразилія        |

## Нагороди

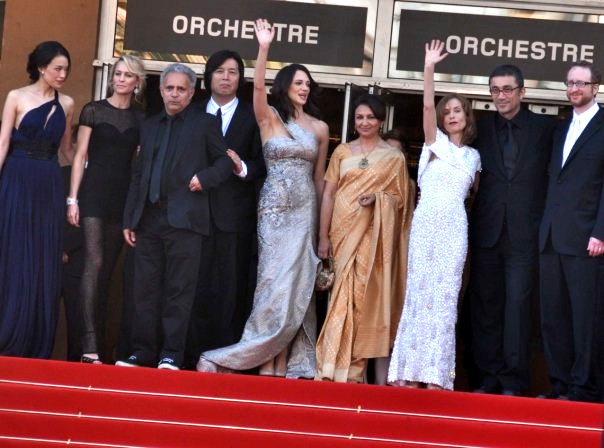
Члени міжнародного журі головної конкурсної програми

- Золота пальмова гілка: Біла стрічка, реж Міхаель Ганеке[7]
- Гран-прі журі: Пророк, реж. Жак Одіар[7]
- Приз за найкращу режисуру: Брільянте Мендоса за Забій[7]
- Приз журі[7]:
  - Спрага, реж. Пак Чхан Ук
  - Акваріум, реж. Андреа Арнольд
- Найкращий сценарій: Мей Фен за Весняна лихоманка[7]
- Приз за найкращу жіночу роль: Шарлотта Генсбур за Антихрист[7]
- Приз за найкращу чоловічу роль: Крістоф Вальц за Безславні виродки[7]
- Спеціальний приз за творчі досягнення: Ален Рене[7]
- Золота пальмова гілка за короткометражний фільм: Арена, реж. Жуан Салавіза[7]
- Короткометражний фільм — Особлива згадка: Людина за 6,5 доларів, реж. Марк Альбістон, Луїс Сазерленд
- Приз «Особливий погляд»: Ікло, реж. Йоргос Лантімос[8]
- «Особливий погляд» — Приз журі: Поліцейський — це прикметник, реж. Корнеліу Порумбою[8]
- «Особливий погляд» — Спеціальний приз журі[8]:
  - Ніхто не знає про перських котів, реж. Бахман Гобаді
  - Батько моїх дітей, реж. Міа Гансен-Льов
- Сінефондасьйон[9]:
  - 1-й Приз — Стара, реж. Зузана Кіршнерова
  - 2-й Приз — До побачення, реж. Фенг Сонг
  - 3-1 Приз — Диплом, реж. Яель Каям та Ні кроку з дому, реж. Чо Сон-хі
- Золота камера: Самсон і Даліла, реж. Ворік Торнтон[7][10][11]
- Золота камера — Спеціальний приз: Аджамі, реж. Скандер копті[10]
- Приз міжнародної асоціації кінопреси (ФІПРЕССІ):
  - Біла стрічка, реж. Міхаель Ганеке
  - Поліцейський — це прикметник, реж. Корнеліу Порумбою
- Приз екуменічного журі: У пошуках Еріка, реж. Кен Лоуч
- Приз екуменічного журі — Спеціальна згадка: Біла стрічка, реж. Міхаель Ганеке
- Анти-приз екуменічного журі: Антихрист, реж. Ларс фон Трієр
- Приз Франсуа Шале: Ніхто не знає про перських котів, реж. Бахман Гобаді
- Приз «Пальмовий пес»: Чарльз за Вперед і вгору, реж. Піт Доктер, Боб Петерсон